# Paraleonnates bolus
Paraleonnates bolus är en ringmaskart som först beskrevs av Anne D. Hutchings och Reid 1991.  Paraleonnates bolus ingår i släktet Paraleonnates och familjen Nereididae. Inga underarter finns listade i Catalogue of Life.